# Come True
Come True és una pel·lícula de terror canadenca de ciència-ficció escrita i dirigida per Anthony Scott Burns. La pel·lícula és protagonitzada per Julia Sarah Stone i Landon Liboiron. La trama de la pel·lícula segueix una adolescent fugitiva que participa en un estudi del son que es converteix en un descens a les profunditats de la seva ment i un examen aterridor del poder dels somnis. S'ha subtitulat al català.
Es va exhibir per primer cop al FanTasia el 30 d'agost de 2020. Es va estrenar en una selecció de cinemes i a la carta el 12 de març de 2021.
La pel·lícula va rebre dues nominacions als Canadian Screen Awards de 2022, a la millor direcció (Burns) i a la millor actriu (Stone).